# Touit huetii
Touit huetii là một loài chim trong họ Psittacidae.